# Меннінг (Південна Кароліна)
Меннінг (англ. Manning) — місто (англ. city) в США, в окрузі Клерендон штату Південна Кароліна. Населення — 3878 осіб (2020).

## Географія
Меннінг розташований за координатами 33°41′35″ пн. ш. 80°13′4″ зх. д. / 33.69306° пн. ш. 80.21778° зх. д. (33.692966, -80.217814).  За даними Бюро перепису населення США в 2010 році місто мало площу 7,15 км², уся площа — суходіл.

## Демографія
Згідно з переписом 2010 року, у місті мешкало 4108 осіб у 1684 домогосподарствах у складі 1082 родин. Густота населення становила 574 особи/км².  Було 1902 помешкання (266/км²).
Расовий склад населення:
| - 62,7 % — чорних або афроамериканців - 33,1 % — білих - 2,4 % — азіатів - 0,1 % — корінних американців |

До двох чи більше рас належало 1,0 %. Частка іспаномовних становила 1,9 % від усіх жителів.
За віковим діапазоном населення розподілялося таким чином: 23,4 % — особи молодші 18 років, 59,9 % — особи у віці 18—64 років, 16,7 % — особи у віці 65 років та старші. Медіана віку мешканця становила 39,2 року. На 100 осіб жіночої статі у місті припадало 82,8 чоловіків;  на 100 жінок у віці від 18 років та старших — 77,7 чоловіків також старших 18 років.
Середній дохід на одне домашнє господарство  становив 39 634 долари США (медіана — 26 127), а середній дохід на одну сім'ю — 43 789 доларів (медіана — 32 629). Медіана доходів становила 31 801 долар для чоловіків та 26 131 долар для жінок. За межею бідності перебувало 31,2 % осіб, у тому числі 45,6 % дітей у віці до 18 років та 26,9 % осіб у віці 65 років та старших.
Цивільне працевлаштоване населення становило 1216 осіб. Основні галузі зайнятості: освіта, охорона здоров'я та соціальна допомога — 32,2 %, роздрібна торгівля — 15,5 %, виробництво — 12,3 %.